# Топсфілд (Мен)
Топсфілд (англ. Topsfield) — місто (англ. town) в США, в окрузі Вашингтон штату Мен. Населення — 179 осіб (2020).

## Демографія
Згідно з переписом 2010 року, у місті мешкало 237 осіб у 95 домогосподарствах у складі 74 родин. Було 195 помешкань
Расовий склад населення:
| - 99,2 % — білих - 0,4 % — корінних американців |

До двох чи більше рас належало 0,0 %. Частка іспаномовних становила 0,0 % від усіх жителів.
За віковим діапазоном населення розподілялося таким чином: 21,1 % — особи молодші 18 років, 60,8 % — особи у віці 18—64 років, 18,1 % — особи у віці 65 років та старші. Медіана віку мешканця становила 49,3 року. На 100 осіб жіночої статі у місті припадало 115,5 чоловіків;  на 100 жінок у віці від 18 років та старших — 103,3 чоловіків також старших 18 років.
Середній дохід на одне домашнє господарство  становив 54 450 доларів США (медіана — 51 250), а середній дохід на одну сім'ю — 55 495 доларів (медіана — 53 750). Медіана доходів становила 46 750 доларів для чоловіків та 28 750 доларів для жінок. За межею бідності перебувало 8,8 % осіб, у тому числі 42,9 % дітей у віці до 18 років та 10,9 % осіб у віці 65 років та старших.
Цивільне працевлаштоване населення становило 106 осіб. Основні галузі зайнятості: виробництво — 24,5 %, освіта, охорона здоров'я та соціальна допомога — 24,5 %, публічна адміністрація — 17,0 %.